# Батонов устанак
Батонов устанак (лат. Bellum Batonianum) или Велики илирски устанак, је био највећи војни сукоб између неколико илирских племена и античког Рима који је трајао три године; од 6. до 9. године н. е. Устанак далматинско-панонских племена догодио се након деценије и по од успостављања римске превласти на просторима Далмације и Паноније и периода привидног мира. Цар Октавијан Август је водио активну експанзиону политику. Ширење римске државе преко Илирије на сјевер и исток био је дио његових амбициозних планова. Илирска побуна била је природна посљедица великог незадовољства становника Илирије огорчених због лоше управе римских гувернера који су наметнули неподношљиве намете.

## Увод
Вођа устанка био је Батон (Бато). Рођен је вјероватно између 35. и 30. п. н. е. на подручју горње Босне. Припадао је Дезитијатима који су насељавали подручја данашње централне Босне и Херцеговине. Од 33. п. н. е. Дезитијати су били под Римском влашћу са статусом полунезависног перегрина (назив за слободно становништво које је имало одређену административну и територијалну аутономију, али без статуса грађана Рима). У дато вријеме наведене територије су представљале дио римске провинције Илирикум, чије је сједиште било у Салони, на обали Јадранског мора. Сматра се да је Батонова породица била утицајна, а да је он као одрастао мушкарац био политички и војни званичник Дезитијата.

### Разлози за побуну
Разлози са побуну су били бројни и условљени датим историјским, политичким, економским и социјалним околоностима. Као главне разлоге могу се претпоставити сљедећи:
- Свеопшта фрустрација промјенама које је донијела нова власт
- Окрутност и неспособност нове управе
- Високи порези
- Мобилизација (масовна регрутација Илира за рат против Германа)
- Ксенофобија
- Осјећај етничког и културног јединства међу илирским племенима
- Свијест о сопственој моћи

Дакле, неколико илирских племена из Паноније и Далмације побунили су се против римске власти због високих пореза и присилне регрутације. Наиме, Римљани су планирали напасти германско племе Маркомане, те је с тим циљем на уму Октавијан Август наредио мобилизацију.

### Јачина снага
Антички историчар Марко Велеј Патеркул (око 19. п. н. е. - 31. н. е.) процијенио је да су снаге илирских племена биле јачине око 200.000 пјешадинаца и 9.000 коњаника.
Римских легија је на почетку било осам; пет их је било распоређено код Сисцике (данашњи Сисак, Хрватска) под командом Тиберија, будућег императора: Legio VIIII Hispana, Legio XIII Gemina, Legio XIIII Gemina, Legio XV Apollinaris и Legio XX Valeria Victrix. У Македонији и Мезији биле су три легије под командом Аула Цецина Севера: Legio VII Claudia, Legio VIII Augusta и Legio XI Claudia.
На крају побуне, војска на страни Рима била је огромна:
- 10 легија (са око 50.000 легионара)
- више од 70 регименти помоћне пјешадије (око 35.000 људи)
- 14 јединица коњаника (7000—8000)
- више од 10.000 ветерана
- неколико кохорти добровољаца, плаћеника и савезника из Тракије

## Велики илирски устанак
Устанак је почео спонтано и брзо се раширио. У прољеће 6. године н. е. Дезитијатима из централне Босне с Батоном на челу ускоро су се придружили Бреуци чије се вођа такође звао Батон Бреучки. У јесен исте године, два Батона су скупа водили уједињену армију побуњеника. Веома брзо, римски трговачки путеви су били прекинути, а војне јединице уништене. За само неколико седмица цијела територија на којој је данашња Босна била је изгубљена за Рим. Умјесто даљих освајања Рим је губио територије, што је вјероватно створило велику узнемиреност. Историчар Светоније је описао овај велики илирски устанак као најтежи по Рим још од времена Пунских ратова, око два стољећа раније, а вјероватно највећи у Августово вријеме. Дакле, Рим је морао послати десетак легија и приближан број помоћних трупа, савезнике из Тракије и плаћенике како би угушио устанак. Врховни командант ових снага био је будући император Тиберије.

### Прилике на страни устаника
Најзначајнији допринос устанку су дали Дезитијати, Бреуци, Далмати, Мезеји, Андизети, Колапијани, Пирусти, могуће и Либурни и Јаподи (иако су ови други у дато вријеме били готово потпуно романизирани). Један дио устаника је прошао војну обуку у римској војсци и имао вриједно ратничко искуство и вјештине. Најважнија одлика војске устаника била је њена велика мобилност, а били су лако наоружани.
Устаници ипак нису чинили једну компактну масу и стиче се утисак да нису имали ни јасан стратешки циљ и план осим оног главног: да истјерају Римљане. Мудар потез би био концентрација снага око Сисције и њено заузимање, а затим размјештање на подручје југоисточних Алпа и ефективно спречавање пролаза римској војсци према Илирији. Такође нису очекивали ни интервенцију Тиберија, односно брзу реакцију и премјештање његових трупа са германског фронта у Илирикум.

### Војно дјеловање
Главно војно дјеловање које се могло уочити на страни устаника је Батонов неуспјешан покушај освајања Салоне, римског административног средишта провинције, током којег су се Дезитијатима придружили и Далмати. Марко Валерије Месала Месалин, гувернер Илирикума, ипак је успио одбити нападе и поразити устанике, па се Батон повукао сјеверније, гдје се састао са Бреуцима и њиховим Батоном.
На сјеверном фронту устаници су имали релативног успјеха при покушају освајања Сирмијума (данашње Сремске Митровице) и на Фрушкој гори коју су успјели задржати неко вријеме упркос помоћи коју су на том подручју Римљанима пружили Трачани. Недостајало је врло мало и да зауставе спајање римских легија које су долазиле са истока у намјери да се споје са главнином снага у Сисцији. Вођена је тешка битка у мочварама око ријеке Вуке, гдје су устаници нанијели велике губитке Римљанима, али уз цијену сопственог пораза.
Снаге устаника су дјеловале и на јужном фронту, уз јадранску обалу, чак до Аполоније (антички град на обали данашње Албаније), гдје су успјели остварити неколико побједа и узети значајан плијен.

### Крај устанка
Панонска племена су била исцрпљена болестима и глађу, а њихово јединство додатно ослабљено поткупљивањем од стране Рима. Након двије године герилских борби по босанским планинама и мочварама Паноније, у љето 8. године н. е. бреучки Батон се предао Тиберију на обали ријеке Босне) и изручио му Пинеса, једног од вођа. Заузврат је добио амнестију од Рима и дозвољено му је да задржи своју позицију вође.
Овај преокрет је веома уздрмао снагу устанка јер су Панонци с Бреуцима чинили значајан дио устаничке моћи. Недуго затим, дезитијатски Батон је успио заробити бреучког Батона и одлучено је да се он погуби. Батон дезитијатски је након тога успио поново придобити Панонце.
Наредне, 9. године н. е. Тиберије и Германик су покренули завршне офанзиве против Дезитијата. У септембру 9. године н. е. (само неколико дана прије битке у Теутобуршкој шуми) догодиле су се вјероватно најтеже битке након којих су Дезитијати морали прихватити пораз.

### Коментари
Морал Илира задивио је и саме Римљане. У посљедњој великој бици, када су Римљани опколили посљедњи Батонов бедем отпора, град Андретиум, код Салоне, римски хроничари забиљежили су сљедеће: „Поносне илирске жене са дјецом у наручју бацају се за зидина града у ватре које пламсају свуд около. Оне се не предају Римљанима, а илирски ратници одузимају себи живот својим мачевима...“.
Антички историчар Страбон наводи да након што је Батон заробљен на територији Далмата, Тиберије је наводно упитао Батона и Дезитијате зашто су се побунили, а Батон је одговорио: „Ви Римљани сте сами криви јер сте послали вукове да чувају ваша стада, а не пастире.“ (према Диону Касију) Батон је одведен у Рим, по обичају према којем су се поражене вође показивали као трофеји, а остатак живота је провео у Равени..

## Римска војна кампања

### 6. година н. е.
Устанак је почео прво у залеђу Далмације (подручје данашње Босне), међу Дезитијатима које је предводио Батон, а затим се проширио међу панонске Бреуке које су предводили још један Батон и Пинес. Ова племена су предводили људи са одређеним војним искуством стеченим током служења у римској војсци и који су, дакле, добро познавали и примјењивали војне методе и дисциплину. Због овог устанка, кампања против Маркомана морала је бити одложена, а Тиберије уложити све своје војно знање и вјештину.
Тиберије је послао неколико јединица како би спријечио напредовање напријатеља у случају да одлуче кренути на Италију. Марко Валерије Месала Месалин је успио одбити непријатељску армију од око 20.000 војника и забарикадирати се у утврђен Сисциу (данашњи Сисак, у Хрватској) гдје је сачекао долазак Тиберија. За то вријеме Аулус Цецина Северус је одбранио Сирмиум и одбио Бреуке до ријеке Драве уз велике губитке. Тиберије је стигао на подручје ратних дешавања крајем године када је већ велики дио територија све до Јадрана био изгубљен са изузетком два наведена утврђена мјеста. Трачани су се придружили сукобу на страни Римљана.
Устаници су држали Фрушку гору, сјеверно од Сирмијума, гдје су успели одољети трачанској коњици краља Реметалка I. Трачани су имали задатак и да спријече инвазију на Македонију и то им је успјело уз велику муку.

### 7. година н. е.
Август, пошто није био увјерен да ће Тиберије успјети смирити Далмацију довољно брзо, у зону операција послао је и Германикуса, који је тада био тек квестор.
Тиберијева тактика била је јасна. Требало је спојити двије римске армије; ону из Илирикума и ону из Македоније и то на линији Сисциа-Сирмиум како би раздвојио снаге устаника: панонску групу на сјевер од ријеке Саве, а далматску на планинско подручје Босне. Но, за то су му биле потребне и додатне трупе. Наставило се са прикупљањем додатних кохорти добровољаца, а дошле су и још двије легије (Legio IIII Scythica и Legio V Macedonica) на источни фронт под командом Марка Плаузиа Силвана, гувернера Галације и Панфилије. Ове двије легије придружиле се се оним под командом Цецина Севера тако да их је укупно било пет - једнако као и оних које је Тиберије сконцентрисао код Сисцјие. Сада је Тиберије располагао са довољно моћи да контролише цијелу долину Саве, на поменутој линији Сисција-Сирмијум.
Прве војне операције у 7. години н. е. су почеле на истоку, с помјерањем легија под командом Цецине Севера и Плауција Силвана на запад. Устаници су их намјеравали блокирати на том путу и спријечити спајање са Тиберијем. Римска претходница се покушала утврдити и сачекати долазак преосталих јединица, али Илири су се изненада сручили на њих и замало их натерали у расуло користећи при томе тактику сличну оној коју је Ханибал примијенио у бици код Тразименског језера.
Битка се одиграла у мочварама ријеке Вуке). Римљани су умало поклекли силовитим налетима устаника али, на крају је превагнула чврста дисциплина и упорност дисциплинованих легија. Северо и Силвано су ипак довели трупе до Сисције и спојили се са Тиберијем. Ова битка је оцијењена као једна од могућих великих катастрофа римске војске која је „за длаку“ избјегнута.
Остваривши премоћ у долини Саве, Тиберију је преостало да ојача позиције градњом утврђења и тиме спријечи поновно спајање снага устаника, а затим да их једну по једну елиминише. До краја године Тиберије је наредио истовремене нападе на неколико непријатељских положаја. У овим акцијама је учествовао и Германикус побиједивши Мезеје.
Прије почетка зиме Тиберије је одлучио да се двије легије врате у Мезију (вјероватно у Наисус) ради спријечавања упада Дачана, три легије су се вратиле у Сирмијум, а преосталих пет је остало са њим у Сисцији.

### 8. година н. е.
Дио римске војске стациониране око Сисције се брзо покренуо ка истоку и негдје у долини ријеке Босне однијела нову побједу над побуњеним Панонцима. Тиберије је био стрпљив и опрезан стратег што му је уз оскудице на страни непријатеља и издаје нарочито поспјешене поткупљивањем, осигурало полагану али сигурну побједу (Тиберије је јасно користио стратегије спржене земље и подијели па владај). За устанике је вјероватно била најпоразнија предаја Батона који је предводио Бреуке. Батон Дезитијатски је сазнао за то, заробио је свог имењака и са својим савјетницима донио одлуку да се он погуби. Истовремено је успио поново придобити Панонце за наставак борбе. Но, римске снаге пристигле из Сирмиума поново односе побједу.
Батон је тада донио одлуку да се повуче у планине на југу. Затворио је све прилазе ка Босни, а Римљани су у међувремену коначно поразили Бреуке.
Тиберије је током зиме пажљиво испланирао дјеловање на тешком босанском терену распоредивши своје војсковође тако да су држали побуњеничке територије под окружењем, а он сам се вратио у Рим како би поднио извештај Августу.

### 9. година н. е.
С почетком године, сукоби су настављени. Германикус се истако војном вјештином и храброшћу током вођења успјешних акција и освајањем утврђења Сплоно (могуће Пљевља) и Ретинум. Остали генерали су имали сличан успјех освојивши Серетиум, но побуњено становништво се још увијек није сасвим предавало.
Зато је Август одлучио да поново пошаље Тиберија у Далмацију и рат коначно приведе крају. Тиберије је подијелио војску у три дијела:
- Десно крило (исток) - Марко Плауције Силвано је добио задатак да крене из Сирмиума према Далмацији крећући се долином ријеке Босне.
- Лијево крило (запад) - Марко Емилије Лепид, нови легат за Илирију, кренуо је на југ из Сисције ријеком Глином.
- Средина - Тиберије и Германикус су вјероватно ишли уз ријеке Врбас и Уна правцем према Андретиуму (код Салоне), гдје се Батон био повукао.

Ту је била и четврта група, под командом гувернера Далмације који је „чистио“ обалу од устаника.
Дакле, Тиберије се полако приближавао Андретиуму док су пред наступом римских снага падала посљедња упоришта устаника, нека у борби, а нека и без борбе. Андретиум је стављен под опсаду која је закључена дугом и тешком битком под његовим зидинама и Батоновом предајом.

### Римски тријумф
За ову побједу Тиберије је још једном проглашен императором и скупа са Германикусом почашћен церемонијом тријумфа.

## Последице
Необична је била римска политика према Илирији. Илирија је била тако близу, а Рим је тек након Великог илирског устанка ефективно умирио ово подручје и остварио пуну контролу над њим. Прије тога Рим је већ био освојио далеке крајеве на оба краја Медитерана. Осим тога, било је познато да Илирија има велико рудно богатсво и друге важне ресурсе. Прије устанка, Рим се задовољавао контролом тек над источном обалом Јадрана и уским појасом залеђа.
Дати период био је неповољан за Рим; било је побуне у Африци, пиратства у морима око Сардиније, недостатак новца и сл. Након устанка и тешког пораза у Теутобуршкој шуми, Рим је изгубио сваку вољу за даљу експанзију према сјеверној и средњој Европи.
Уништавања по цијелој Илирији током сукоба су била огромна и оставила су тешке посљедице на становништво. Ипак, након престанка сукоба Рим није вршио одмазду ни масовно поробљавање преживјелих. Након устанка Рим води праведнију политику и мудрију управу у Илирикуму и успоставља другачију административну подјелу раздвојивши провинцију на двије: Панонију и Далмацију.